# Смерть супергероя
Смерть супергероя (англ. Death of a Superhero) — англомовна кінодрама 2011 року, що базується на однойменному романі новозеландського письменника Ентоні МакКартена. У 2008 році письменник планував здійснити екранізацію свого твору, проте у 2010 фільм зняли в Ірландії, режисером виступив Аян ФітцГіббон. У головній ролі знявся Томас Сенстер. Прем'єра відбулася на кінофестивалі в Торонто 10 вересня 2011 року, на Дублінському міжнародному кінофестивалі — 26 лютого 2011; в Україні фільм вперше показали 5 квітня 2012.

## Сюжет
Підліток Дональд Кларк хворіє на рак, його батьків більш за все непокоїть те, що хлопець не хоче боротися з хворобою. Дональд має хист до малювання коміксів — він створив історію про мовчазного супергероя, що рятує світ, і його ворога.

## У ролях
- Енді Серкіс — Едріан Кінг (танатолог)
- Томас Сенстер — Дональд Кларк
- Шарон Хорган — Рената Кларк
- Айслін Лофтус — Шеллі
- Майкл МакЕлхеттон — Джеймс Кларк